# William Jackson (pirata)
William Jackson (fl. 1639–1645) fue un pirata y corsario inglés que actuó en el mar Caribe.

## Biografía
Perteneció a la Providence Island Company asentada en islas de Guanaja y Roatán (actual Honduras) desde 1639 hasta alrededor de 1641. Durante este periodo hizo presa de un barco negrero en el puerto de Trujillo, perteneciente a la Capitanía General de Guatemala, por el que cobró un rescate de 8,000 libras de añil, así como 2,000 piezas de real de a ocho y dos cadenas de oro. Dejando Providence Island Company navegó a Inglaterra, donde vendió azúcar e índigo para obtener suministros y financiar otra expedición de corsarios. Recibió una patente de corso por tres años de manos del conde de Warwick, y zarpó al mando de una flota que incluía a varios corsarios tan prominentes como Samuel Axe, William Rous y Lewis Morris en 1642.
Aunque no se registran las actividades posteriores de Jackson, otro capitán de nombre William Jackson, dirigió una pequeña flota compuesta por más de 1000 bucaneros de las islas de San Cristóbal y Nieves (St. Kitts) y Barbados que saquearon todo el territorio español, incluido el saqueo de las ciudades continentales de Maracaibo y Trujillo durante 1642 y 1643.
Anclando en el puerto de la actual Kingston en la isla de Jamaica bajo soberanía española, el 25 de marzo, dirigió una expedición de 500 hombres contra la cercana ciudad de St. Jago de la Vega, que capturó después de una fuerte resistencia de los defensores de la ciudad a un costo de alrededor de cuarenta de sus hombres. Amenazando con quemar el pueblo, recibió un rescate de 200 cabezas de ganado, 10.000 libras de pan de tapioca y 7.000 piezas de real de a ocho. Muchos de los bucaneros ingleses se enamoraron de esta isla tropical y, durante su estancia, veintitrés hombres partieron a vivir entre los mismos españoles.
No está claro si los dos hombres son uno, sin embargo, ambos estaban en el mismo lugar aproximadamente en el mismo período.